# لمور کوآلایی
لمور کوآلایی (نام علمی: Megaladapis) نام یک سرده منقرض‌شده از راسته نخستی‌سانان است.